# Василий Дмитриевич Кирдяпа
Васи́лий Дми́триевич Кирдя́па (около 1350—1403) — старший сын Дмитрия Константиновича суздальско-нижегородского, князь суздальский (1364—1382) и городецкий (1387—1403), родоначальник старшей ветви князей Шуйских.

## Биография
В 1364 году отец отправил Василия и его брата Семёна для переговоров с дядей, Борисом Константиновичем, который в то время правил в обход своего старшего брата Нижним Новгородом. Борис не пустил племянников в город, и Василий отправился в Орду, откуда вывез отцу ярлык на великое княжество Владимирское. Дмитрий Константинович отказался от ярлыка в пользу московского князя Дмитрия Ивановича, но зато с помощью московских войск выгнал из Нижнего Новгорода Бориса, которому дал Городец. Тогда же Василию достался Суздаль.
В 1367 году Василий вместе с отцом и дядей преследовал ордынского выходца Булат-Темира, напавшего на приволжские места в пределах Нижегородского княжества, а в 1370 отец посылал его на казанского князя Асана. Есть известие, приписывающее Василию Кирдяпе убийство в 1374 в Нижнем Новгороде татарского посла Сарайка и его свиты.
В 1376 году Василий и брат его Иван с нижегородскими войсками, при соучастии войск московских, ходили на Казань и, сильно побив казанцев, взяли с них большую контрибуцию.
В 1382 году вместе с братом Семёном участвовал в походе хана Тохтамыша на Москву. Братья выманили защитников города на переговоры, гарантировав им безопасность. Однако татары нарушили обещание, убили переговорщиков и ворвались в город. Москва подверглась страшному разорению: около 24 тысяч жителей были убиты, а город полностью сожжён. Из-под Москвы Тохтамыш взял Василия с собой в Орду в качестве заложника; там Василий пребывал до 1386 года, не выдержал и бежал, но, пойманный на дороге, опять доставлен был в Орду, где принял от хана «истому велику».
В 1387 году Тохтамыш наконец отпустил Василия, дав ему Городец. К тому времени отец Василия уже умер и в Нижнем Новгороде вновь правил Борис. При помощи московских войск, вместе с братом Семёном, Кирдяпа выгнал из Нижнего Новгорода дядю своего Бориса и отправил его править в Городец.
В 1393 году великий князь Василий I купил в Орде ярлык на Нижегородское княжество, на котором опять сидел Борис; овладев Нижним Новгородом, великий князь пошёл на Суздаль, на дядей Василия Кирдяпу и Семёна. Неизвестно, чем кончился этот поход. Кажется, братьям удалось потом овладеть Нижним Новгородом: у Татищева под 1394 годом есть известие, что Василий Димитриевич ходил к Нижнему Новгороду на Василия Кирдяпу и на брата его Семёна, и, «выведя их, даде им град Шую». Надо полагать, что братья, как самые старшие в роду князей суздальско-нижегородских, были весьма недовольны таким незначительным уделом, как Шуя. Этим-то обстоятельством и можно объяснить летописное известие того же 1394 года, что Василий и Семён «побежали» в Орду добиваться своей отчины, что великий князь послал за ними погоню, но братья ускользнули от неё.
Впоследствии Василий, кажется, примирился с великим князем; по крайней мере, со времени бегства в Орду он ни разу не упоминается в летописях, до самой кончины его, последовавшей в Городце в 1403 году.
П. Н. Луппов обратил внимание, что в Писцовой книге Хлыновского уезда за 1629 год зафиксированы пустоши на месте двух деревень под названием Кирдяпино, запустевших «от черемисской войны». Там же на Вятке в 1405 или 1402 году умер и младший брат Василия Симеон Дмитриевич.

## Наследники
Имя жены Василия неизвестно. У него было четверо сыновей:
- Иван Васильевич Кирдяпин — князь Суздальский, Нижегородский (1390—1417). Похоронен в Архангельском соборе Нижегородского Кремля.
- Юрий-Георгий Васильевич Кирдяпин — князь Нижегородский и Суздальский. Владел половиной города Шуи. Его потомки стали называться князьями Шуйскими.
- Фёдор Васильевич Кирдяпин — бездетен.
- Даниил Васильевич, князь Городецкий (уб. 1412 в битве под Лысковым).